# Polskie Lekarskie Towarzystwo Radiologiczne
Polskie Lekarskie Towarzystwo Radiologiczne – medyczne towarzystwo zawodowe założone w 1925 roku, skupiające ponad 4100 członków. Członkowie Towarzystwa dzielą się na: zwyczajnych, nadzwyczajnych, honorowych i wspierających.
W Towarzystwie działa obecnie 16 sekcji. PLTR podsiada 15 oddziałów terenowych: dolnośląski, lubelski, lubuski, łódzki, kujawsko-pomorski, małopolski, mazowiecki, podkarpacki, podlaski, pomorski, śląski, świętokrzyski, warmińsko-mazurski, wielkopolski, zachodniopomorski.
Celem Towarzystwa jest rozwijanie i propagowanie radiologii polskiej, inspirowanie członków do twórczej pracy naukowej i stałego podnoszenia ich kwalifikacji zawodowych oraz wykorzystywanie nowych zdobyczy nauki w praktyce.
Towarzystwo realizuje swoje cele przez popieranie, proponowanie i inspirowanie pracy naukowej w radiologii – diagnostyce obrazowej, a także organizowanie zjazdów naukowych, sympozjów, konferencji, zebrań, spotkań, szkoleń i odczytów naukowych. Co 2 lata jest organizatorem Kongresu Polskiego Lekarskiego Towarzystwa Radiologicznego. W 2025 r. zorganizowany został w Poznaniu, a w 2027 r. odbędzie się w Warszawie.
PLTR prowadzi działalność wydawniczą z zakresu radiologii i diagnostyki obrazowej. Oficjalnym czasopismem Polskiego Lekarskiego Towarzystwa Radiologicznego jest Polish Journal of Radiology, ukazujące się od 1926 roku. Zostało założone przez przez prof. Zygmunta Grudzińskiego.
Polish Journal of Radiology jest międzynarodowym czasopismem naukowym. Publikowane są w nim przede wszystkim artykuły z dziedziny diagnostyki obrazowej i biomedycznych dziedzin pokrewnych, takich jak: epidemiologia, zdrowie publiczne i technologia medyczna. W 2025 r. czasopismo uzyskało współczynnik wpływu (Impact Factor, IF) 1.6.
Władze PLTR
Władzami Towarzystwa są:
1. Walne Zebranie Delegatów Towarzystwa
2. Zarząd Główny
3. Główna Komisja Rewizyjna
4. Główny Sąd Koleżeński.

Funkcję prezesa Zarządu Głównego pełnili: prof. Andrzej Cieszanowski (kadencja 2019-2023), prof. Edyta Szurowska (kadencja 2023-2025). W kadencji 2025-2027 prezesem jest prof. Katarzyna Karmelita-Katulska. 